# Steffen Fischer
Steffen Fischer (* 6. März 1990 in Groß-Gerau) ist ein ehemaliger deutscher Handballspieler und heutiger -trainer.

## Karriere
2007 kam Fischer in die Handballakademie des VfL Gummersbach, wo er neben der Jugendnationalmannschaft des Jahrgangs 1990 auch in der 1. Männermannschaft unter Sead Hasanefendić diverse Erfahrungen im Herrenbereich sammelte. 2009 erlangte Fischer sein Abitur am Grotenbach Gymnasium und wechselte zum Dessau-Roßlauer HV in die 2. Handball-Bundesliga. Regelmäßige Einsatzzeiten und Erfolge führten zu einer Einladung zur Juniorennationalmannschaft durch den Junioren-Bundestrainer Martin Heuberger. Kurz darauf wurde Fischers sportliche Laufbahn 2010 durch eine Knieverletzung, dann eine Schulterluxation seiner linken Wurfschulter und den plötzlichen Tod seines Vaters Peter Fischer für ein Jahr unterbrochen. 2011 wechselte Fischer zur Rückrunde der Saison 2010/11 zum Zweitligisten TV Korschenbroich. Nachdem der Verein keine Lizenz für den Spielbetrieb in der Folgesaison beantragt hatte, unterschrieb Fischer beim Bundesligisten HG Saarlouis unter Goran Suton und konnte am Ende der Saison 2011/12 auf die bislang erfolgreichste Saison des Vereins zurückblicken. Die HSG Tarp-Wanderup, Aufsteiger aus der 3. Bundesliga Staffel Nord, verpflichtete Fischer als Neuzugang für die Saison 2012/13, welche er aufgrund einer Innenknöchelfraktur und der Insolvenz des Vereins vorzeitig beenden musste.
Während der Rehabilitation schloss Fischer die C- und B-Trainer-Lizenz-Ausbildung ab und übernahm in der Saison 2013/14 den Aufsteiger und Drittligisten HG 85 Köthen. In der Saison 2014/15 verpflichtet die Tus Radis Fischer als Spielertrainer und konnte am Ende mit Tabellenplatz 2 den größten Erfolg der Vereinsgeschichte feiern. Es folgten zwei Jahre ausschließlich als Spieler beim USV Halle und Handball Hannover-Burgwedel bis Fischer nach dem Abschluss seiner A-Trainerlizenz auf die Trainerbank des Stralsunder HV wechselte. In seinem ersten Jahr als Trainer gelang ihm die Meisterschaft in der Oberliga-Ostsee-Spree. Knapp scheiterte er mit dem Team in der Relegation. In der Folgesaison 2019/2020 wurde dem von ihm betreuten Team, das beim Abbruch der Saison aufgrund der COVID-19-Pandemie auf Platz 1 stand, die Meisterschaft zuerkannt und der Stralsunder HV stieg in die 3. Liga auf. Im Januar 2023 übernahm er zusätzlich den Posten als Geschäftsführer beim Stralsunder HV. Nach der Saison 2023/2024 gab Fischer den Trainerposten beim SHV ab.

## Privates
Fischer studiert Medizin. Er ist verheiratet.